# والنتین پلاتارئانو
والنتین پلاتارِئانو (رومانیایی: Valentin Plătăreanu؛ ‏ تلفظ رومانیایی: [valenˈtin plətəˈre̯anu]؛ ‏ ۱۵ نوامبر ۱۹۳۶ – ۱۶ آوریل ۲۰۱۹) بازیگر، کارگردان نمایش و مدرس تئاتر اهل رومانی بود.
از فیلم‌هایی که وی در آن نقش داشته‌است، می‌توان به دشمن پشت دروازه‌ها، استفن کبیر - واسلویی ۱۴۷۵، حق‌السکوت و دوئل اشاره کرد.